# Гверу
Гверу (англ. Gweru) — місто в Зімбабве, адміністративний центр провінції Мідлендс.

## Історія
Засноване в 1890 році як поштова станція на шляху з Булавайо в Солсбері (нині Хараре). До 1982 року мало назву Гвело. В 1914 році отримало права самостійної громади, в 1971 році — права міста.

## Географія
Місто Гверу розташоване в географічному центрі Зімбабве, на території геологічного розлому Грейт-Дайк, за 164 км на північний схід від Булавайо і 275 км на північний захід від Хараре. Абсолютна висота — 1424 метри над рівнем моря.

## Економіка і транспорт
Гверу є великим індустріальним центром — тут дають продукцію металургійні (виробництво хромових сплавів), металообробні, цементні, взуттєві, шкіряні, м'ясопереробні промислові підприємства. В околицях Гверу знаходяться найбільші в країні ферми з розведення великої рогатої худоби; розвинене виноградарство. Східніше Гверу, у розломі Грейт-Дайк, розташовані гірничодобувні підприємства, що дають значну кількість хромової руди, платини, магнезиту та інших рудних копалин.
Залізнична лінія Булавайо-Хараре — Мапуту з'єднує Гверу з узбережжям Індійського океану. Поблизу міста побудований аеропорт, який здійснює рейси по внутрішніх лініях. У Гверу знаходиться Політехнічний інститут, Державний університет Мідлендс, коледж з підготовки вчителів.

## Населення
За даними на 2013 рік чисельність населення становить 141 862 людини, що робить Гверу п'ятим за величиною містом Зімбабве. Приблизно 70 % населення говорить мовою шона і 30 % — мовою північне ндебеле.
 Динаміка чисельності населення міста по роках: 
| 2002   | 2013   |
| ------ | ------ |
| 141260 | 141862 |

## Міста-партнери
- Бірмінгем, США
- Цумеб, Намібія